# Endre Szemerédi
Endre Szemerédi (* 21. srpna 1940 v Budapešti) je maďarský matematik v oboru kombinatoriky a teoretické informatiky. Je držitelem Abelovy ceny za rok 2012. Od roku 2010 má čestný doktorát Karlovy univerzity.
Narodil se v Budapešti a studoval univerzitu Loránda Eötvöse. Na rozdíl od většiny ostatních „maďarských“ matematiků není židovského původu. Doktorské studium absolvoval na Lomonosovově univerzitě v Moskvě pod vedením Izraila Gelfanda.
Jeho nejznámějším výsledkem je důkaz z roku 1975, který prokazuje platnost staré domněnky vyslovené Pálem Erdősem a Pálem Turánem: Pokud má posloupnost přirozených čísel kladnou asymptotickou hustotu, pak obsahuje libovolně dlouhé aritmetické posloupnosti. To je dnes nazýváno Szemerédiho větou.